# Ally Carda
Ally Carda (Sacramento, 15 de janeiro de 1993) é uma jogadora de softbol estadunidense, que joga na posição de arremessadora (pitcher).

## Carreira
Carda compôs o elenco da Seleção dos Estados Unidos de Softbol Feminino nos Jogos Olímpicos de Verão de 2020 em Tóquio, onde conquistou a medalha de prata após confronto contra a equipe japonesa na final da competição.